# Asia Rugby Championship 2019
Asia Rugby Championship 2019 – piąta edycja corocznego turnieju organizowanego pod auspicjami Asia Rugby dla trzech najlepszych azjatyckich męskich reprezentacji rugby union. Turniej został rozegrany od 18 maja do 29 czerwca 2019 roku, a jego zwycięzcą została reprezentacja Hongkongu.

## System rozgrywek
Rozgrywki prowadzone były systemem ligowym w ciągu sześciu meczowych dni pomiędzy 18 maja a 29 czerwca 2019 roku i uczestniczyły w nich trzy najlepsze zespoły poprzedniego sezonu. Zwycięzca meczu zyskiwał cztery punkty, za remis przysługiwały dwa punkty, porażka nie była punktowana, a zdobycie przynajmniej czterech przyłożeń lub przegrana nie więcej niż siedmioma punktami premiowana była natomiast punktem bonusowym.

## Uczestnicy
| Reprezentacja    | Miejsce w 2018 | Stadiony                        |
| ---------------- | -------------- | ------------------------------- |
| Hongkong         | 1.             | Hong Kong Football Club Stadium |
| Korea Południowa | 2.             | Namdong Asiad Rugby Field       |
| Malezja          | 3.             | Stadion Narodowy Bukit Jalil    |

## Mecze
| 18 maja 201916:00 | Korea Południowa | 52:14 | Malezja | Namdong Asiad Rugby Field, Inczon Sędzia: Timothy Baker |
| 18 maja 201916:00 |                  | 52:14 |         | Namdong Asiad Rugby Field, Inczon Sędzia: Timothy Baker |

| 25 maja 201921:00 | Malezja | 16:38 | Korea Południowa | Stadion Narodowy Bukit Jalil, Bukit Jalil Sędzia: Craig Chan |
| 25 maja 201921:00 |         | 16:38 |                  | Stadion Narodowy Bukit Jalil, Bukit Jalil Sędzia: Craig Chan |

| 8 czerwca 201916:00 | Korea Południowa | 10:47 | Hongkong | Namdong Asiad Rugby Field, Inczon Sędzia: Tasuku Kawahara |
| 8 czerwca 201916:00 |                  | 10:47 |          | Namdong Asiad Rugby Field, Inczon Sędzia: Tasuku Kawahara |

| 15 czerwca 201916:00 | Hongkong | 30:24 | Malezja | Hong Kong Football Club Stadium, Hongkong Sędzia: Teruhisa Kajiwara |
| 15 czerwca 201916:00 |          | 30:24 |         | Hong Kong Football Club Stadium, Hongkong Sędzia: Teruhisa Kajiwara |

| 22 czerwca 201920:00 | Malezja | 0:71 | Hongkong | Stadion Narodowy Bukit Jalil, Bukit Jalil Sędzia: Tasuku Kawahara |
| 22 czerwca 201920:00 |         | 0:71 |          | Stadion Narodowy Bukit Jalil, Bukit Jalil Sędzia: Tasuku Kawahara |

| 29 czerwca 201916:00 | Hongkong | 64:3 | Korea Południowa | Hong Kong Football Club Stadium, Hongkong Sędzia: Shuhei Kubo |
| 29 czerwca 201916:00 |          | 64:3 |                  | Hong Kong Football Club Stadium, Hongkong Sędzia: Shuhei Kubo |